# Michaił Biełkin
Michaił Iljicz Biełkin, właśc. Moisiej Elnowicz Biełkin (ros. Михаил Ильич Белкин (Моисей Эльнович Белкин), ur. 1901 w Rosławiu, zm. w listopadzie 1980 w Moskwie) – funkcjonariusz radzieckich służb specjalnych, generał porucznik.

## Życiorys
Od 1916 praktykował w zawodzie tokarza w Briańsku, 1918 czerwony partyzant na Kubaniu, żołnierz Armii Czerwonej na Froncie Południowym, funkcjonariusz kontrwywiadu wojskowego, od 1918 członek RKP(b) i Czeki. Od sierpnia 1921 komisarz operacyjny OO Czeki 3 Konnego Korpusu w Melitopolu, 1922 pełnomocnik OO Frontu Zachodniego, 1922–1923 operacyjny komisarz OO OGPU 1 Tomskiej Dywizji Kawalerii, 1923-1924 szef grupy operacyjnej ds. wojny z basmaczami OO PP OGPU Fergańskiej Grupy Wojsk, 1924 dowódca grupy operacyjnej ds. wojny z bandytyzmem OO PP OGPU Frontu Zachodniego (obwód smoleński i bobrujski i rejon sieneński), 1924–1925 inspektor Czeki w Erywaniu, 1925–1930 funkcjonariusz OGPU w Moskwie. 1930–1932 szef pracy operacyjnej rezydentur OGPU w północnych Chinach, później w Iranie.Od grudnia 1933 w centralnym aparacie NKWD, m.in. funkcjonariusz 5 Oddziału Głównego Zarządu Bezpieczeństwa Państwowego. 1935–1936 szef grupy NKWD w Tuwie, 1936–1938 rezydent NKWD w Kaszgarze, od sierpnia 1938 ponownie w centralnym aparacie NKWD, szef 1 Oddziału 2 Wydziału Głównego Zarządu Ekonomicznego NKWD. Od 20 grudnia 1936 kapitan bezpieczeństwa państwowego. 1939–1941 słuchacz Wojskowej Akademii im. Frunze. Lipiec–sierpień 1941 szef OO NKWD 35 Korpusu Strzeleckiego 9 Armii, sierpień 1941 – maj 1942 naczelnik OO NKWD 34 Armii Frontu Północno-Zachodniego, maj 1942 zastępca szefa OO NKWD Frontu Krymskiego, maj–wrzesień 1942 zastępca szefa OO NKWD Frontu Północnokaukaskiego, luty–kwiecień 1943 szef OO NKWD Północnej Grupy Wojsk Frontu Zakaukaskiego, kwiecień–listopad 1943 szef UKR SMIERSZ Frontu Północnokaukaskiego, listopad 1943 – październik 1944 szef UKR SMIERSZ Samodzielnej Armii Nadmorskiej. Od 17 lutego 1942 major, od 14 lutego 1943 komisarz bezpieczeństwa państwowego, od 26 maja 1943 generał major, od 31 VII 1944 generał porucznik bezpieczeństwa państwowego. 1944-1945 szef UKR Smiersz 3 Frontu Nadbałtyckiego, od VII 1945 szef grupy operacyjnej Smiersz w Budapeszcie, lipiec 1946 - czerwiec 1947 zastępca szefa I Zarządu Głównego MGB ZSRR, czerwiec 1947 - marzec 1950 szef UKR MGB Centralnej Grupy Wojsk, potem zastępca szefa I Zarządu MGB ZSRR. 28 października 1951 aresztowany, zwolniony z aresztu decyzją Oddziału Śledczego MWD ZSRR z 4 czerwca 1953. Zwolniony z MWD „z powodu dyskredytacji”, pracował jako ślusarz-mechanik, kontroler, starszy inżynier i kierowca testowy w Fabryce Samochodów im. Lichaczowa (ZIŁ) w Moskwie.

## Odznaczenia
- Order Lenina (dwukrotnie - 19 października 1938 i 21 lutego 1945)
- Order Czerwonego Sztandaru (sześciokrotnie)
- Order Bohdana Chmielnickiego II klasy (29 czerwca 1945)
- Order Wojny Ojczyźnianej I klasy (25 października 1943)
- Medal jubileuszowy „XX lat Robotniczo-Chłopskiej Armii Czerwonej”
- Odznaka „Honorowy Funkcjonariusz Czeki/OGPU” (28 V 1934)

I 7 medali.